# Keilbachia sasakawai
Keilbachia sasakawai är en tvåvingeart som först beskrevs av Werner Mohrig och Menzel 1992.  Keilbachia sasakawai ingår i släktet Keilbachia och familjen sorgmyggor. Inga underarter finns listade i Catalogue of Life.